# ألبرت فراي
ألبرت فراي (بالإنجليزية: Albert Frey) هو مهندس معماري أمريكي وسويسري، ولد في 18 أكتوبر 1903 في زيورخ في سويسرا، وتوفي في 14 نوفمبر 1998 في بالم سبرينغس في الولايات المتحدة.